# Vœlfling-lès-Bouzonville
Vœlfling-lès-Bouzonville település Franciaországban, Moselle megyében. Lakosainak száma 159 fő (2022. január 1.). Vœlfling-lès-Bouzonville Bouzonville, Château-Rouge, Heining-lès-Bouzonville és Villing községekkel határos.

## Népesség
A település népessége az elmúlt években az alábbi módon változott:
| Lakosok száma | 165  | 157  | 159  | 155  | 155  | 156  | 156  | 158  | 159  |
|               | 2013 | 2015 | 2016 | 2017 | 2018 | 2019 | 2020 | 2021 | 2022 |